# Driehoeksformule van Euler

De driehoeksformule van Euler, vernoemd naar de ontdekker Leonhard Euler, is een formule uit de driehoeksmeetkunde.
Gegeven een driehoek, laat R de straal van de omgeschreven cirkel zijn en r de straal van de ingeschreven cirkel. Dan geldt voor de afstand d tussen de middelpunten van deze twee cirkels dat
{\displaystyle d^{2}=R(R-2r).}
Een direct gevolg van deze formule is dat geldt 
{\displaystyle R\geq 2r,}
immers d² is groter dan of gelijk aan nul. Dit wordt wel de ongelijkheid van Euler genoemd. Het gelijkteken geldt alleen als de driehoek gelijkzijdig is.